# Hiéroglyphe égyptien M21
Les trois roseaux sur un trait horizontal avec boucle, en hiéroglyphes égyptiens, sont classifiés dans la  section M « Arbres et plantes » de la liste de Gardiner ; cet hiéroglyphe y est noté M21.

## Représentation
Il représente trois roseaux en fleur (hiéroglyphe M17) sur un trait horizontal avec boucle. Il est translittéré sm.

## Utilisation
| s | m | M21 |

| s | m | M21 |

| M21 | m | M2 |

| M21 | m | M2 |

| M21 | m | M2 |

| M21 | m | M2 |

d'où découle sa fonction en tant que phonogramme bilitère de valeur sm.